# Goodluck

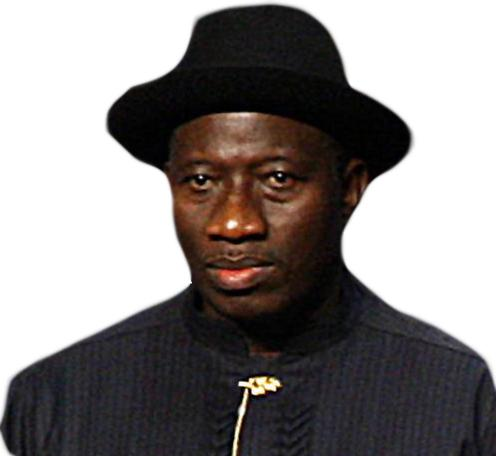
Goodluck Jonathan

Goodluck är ett nigerianskt mansnamn som kommer av engelskans good luck, "lycka till". Förutom i Nigeria förekommer namnet i Zimbabwe. Namnet kan sägas vara en bön eller önskan om att namnbäraren upplever lycka. Namnet ges gärna i förbindelse med stora händelser i familjen till barnet. Även om namnet är uttryckt på engelska, så är betydelsen, funktionen och implikationen som namnet förmedlar relaterat till den nigerianska kulturen. Den engelska betydelsen förmedlar bara en översättning av den lokala sociokulturella formen, och förståelsen av, och intentionen med namnet ska vara samma om namnet uttrycks på modersmålet i området där namnet gavs.
Goodluck används också som efternamn. I Sverige finns det sju män som bär namnet, av vilka fyra har det som tilltalsnamn. Två kvinnor bär namnet, men inte som tilltalsnamn. En svensk person har namnet som efternamn.

## Kända personer med namnet
- Goodluck Jonathan (f. 1957), nigeriansk politiker och president i Nigeria från 2010
- Goodluck Diigbo, nigeriansk-amerikansk journalist och aktivist
- Goodluck Nnamadu, nigeriansk fotbollsspelare
- Goodluck Okonoboh, amerikansk basketspelare
- Goodluck Nanah Opiah, nigeriansk politiker

## Annat bruk av namnet
- The Second Death of Goodluck Tinubu, roman från 2009 av Michael Stanley